# Todd Canedy
Todd Canedy (født 26 november 1952 i Flora, Illinois, USA, død 15. december 2015) var en amerikansk trommeslager, sangskriver og lærer.
Canedy studerede trommer og musikteori på California State University Fullerton hos bl.a. Louis Bellson. Han kom i 1972 til Europa, hvor han slog sig ned og spillede med musikere såsom Horace Parlan, Ack Van Rooyen, Peter Herbolzheimer, Wolfgang Grandy-Schmid og Christian Bruhn.
Han underviste også i trommer på Swiss Jazz School i Schweiz , og blev senere i 1980erne studiemusiker i Tyskland, hvor han indspillede og komponerede musik til en lang række film, lige fra spillefilm til populære tegnefilm og slagermusik i tiden.

## Udvalgte indspilninger
- Austria Drei - 1980
- Captain Future - Tegnefilm Soundtrack - 1980